# Lac au Poivre
Lac au Poivre är en sjö i Kanada.   Den ligger i regionen Saguenay–Lac-Saint-Jean och provinsen Québec, i den östra delen av landet, 500 km nordost om huvudstaden Ottawa. Lac au Poivre ligger 520 meter över havet. Arean är 8,7 kvadratkilometer. Den sträcker sig 5,4 kilometer i nord-sydlig riktning, och 4,7 kilometer i öst-västlig riktning.
I omgivningarna runt Lac au Poivre växer i huvudsak blandskog. Trakten runt Lac au Poivre är nära nog obefolkad, med mindre än två invånare per kvadratkilometer.